# Eroilor (metropolitana di Bucarest)
Eroilor è una stazione delle linee M1, M3 e M5 della metropolitana di Bucarest. Si trova vicino al quartiere Cotroceni.
Nelle sue vicinanze sono presenti alcuni edifici di rilievo tra cui il teatro dell'Opera di Bucarest, il Centro affari dell'Opera di Bucarest, la Facoltà di Giurisprudenza dell'Università di Bucarest, l'Università di Medicina e Farmacia Carol Davila, l'University Emergency Hospital Bucharest, uno degli edifici dell'Università di Scienze Agronomiche e Medicina Veterinaria di Bucarest e la Chiesa di Santa Elefterie.

## Storia
La stazione è stata aperta il 19 novembre 1979 come parte della sezione inaugurale della linea 1 della metropolitana di Bucarest, tra Semănătoarea (oggi Petrache Poenaru) e Timpuri Noi. Il 19 agosto 1983 è stata aperta l'estensione verso la stazione Preciziei.
Fino al completamento della linea Nicolae Grigorescu – Anghel Saligny, la stazione era il capolinea della linea M3, che era stata accorciata a Preciziei – Eroilor. Il funzionamento regolare per M3 è ripreso il 6 luglio 2009, quando M3 è diventato Preciziei-Eroilor – Nicolae Grigorescu – Anghel Saligny.
Il 15 settembre 2020 è entrata in funzione la prima sezione della linea M5, da Eroilor a Valea Ialomiței e Râul Doamnei. Con l'apertura della linea M5 (Drumul Taberei – Universitate – Pantelimon), è stato costruito un nuovo terminal, Eroilor 2, sotto le piattaforme esistenti, aperto il 15 settembre 2020.

## Descrizione

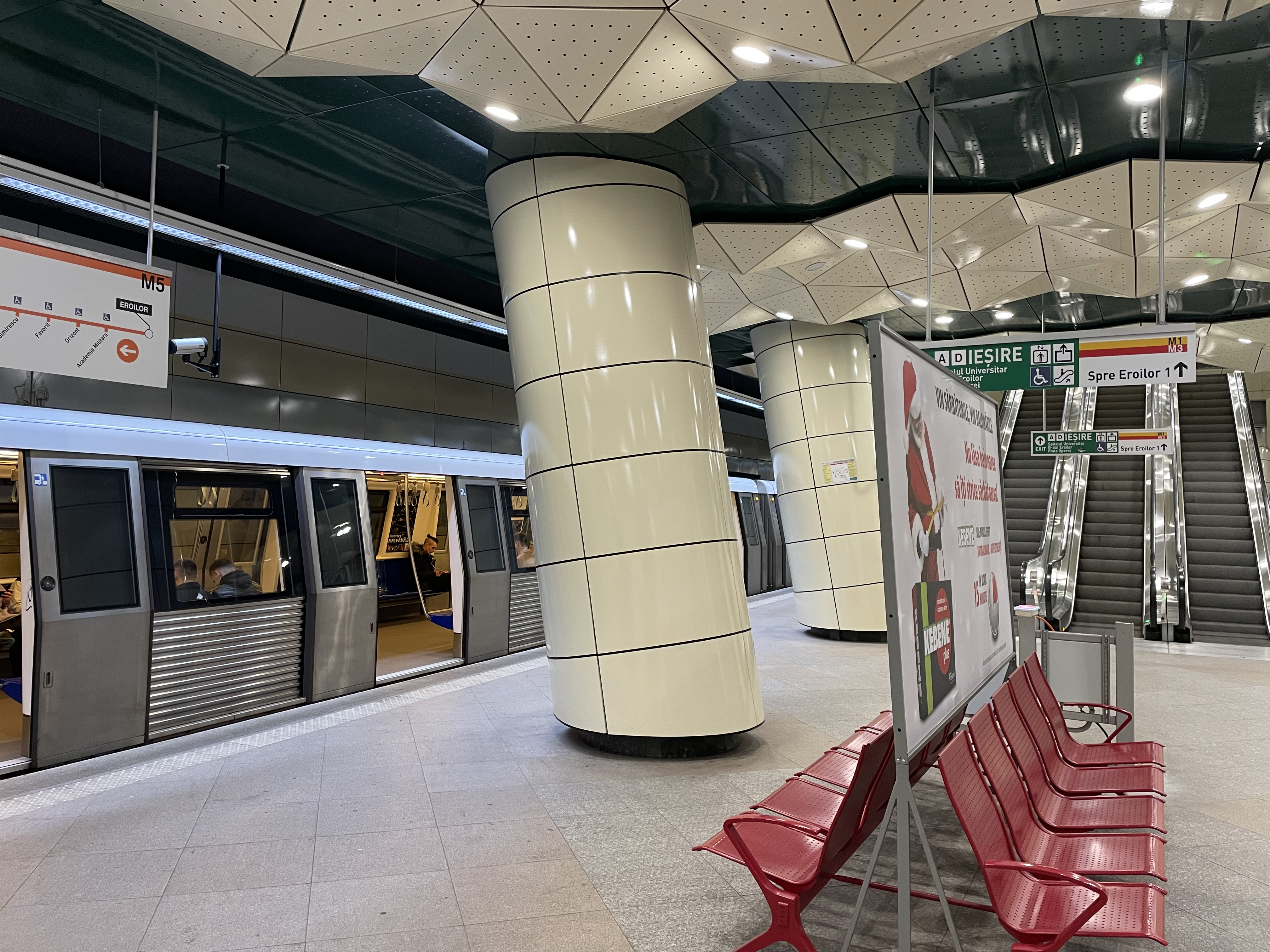
La stazione Eroilor 2, sulla linea M5 con un Bombardier Movia in attesa

Eroilor è l'ultima stazione dove corrono insieme le linee M1 e M3, ciascuna divergente in direzioni diverse (in direzione ovest). È quindi anche il punto in cui M1 e M3 si incontrano nelle loro direzioni in direzione est. La stazione stessa ha tre binari, una piattaforma centrale con due binari laterali (binario 1 e 3) e una piattaforma laterale che serve il binario 2. I treni provenienti da Grozăvești (M1) utilizzano il binario 3, i treni provenienti da Politehnica (M3) utilizzano il binario 1, mentre i treni provenienti da Izvor utilizzano il binario 2, indipendentemente dalla direzione che seguiranno richiedendo l'uso di un segnale audio per l'identificazione di la linea che seguirà il treno. Dietro le mura della stazione esistono altri due binari (designati come binari 4 e 5), che vengono utilizzati per immagazzinare i treni di riserva, che vengono mantenuti pronti per la circolazione in caso di malfunzionamento di un altro treno o di un aumento imprevisto del carico passeggeri. Il binario 4, invece, è attualmente in fase di conversione a binario passeggeri (il muro che lo separa dal binario 2 sarà demolito).
La stazione è stata progettata utilizzando una pianta ampia e aperta, con una combinazione di colori dominante del bianco (ottenuto utilizzando colonne di marmo bianco) e giallo pallido (dalle piastrelle del pavimento). Questi erano inizialmente destinati ad essere integrati da un tono di rosso e arancio attraverso l'uso di pareti di rivestimento in mattoni rossi, di insegne luminose rosse e arancioni e di lampadine a incandescenza per l'illuminazione laterale (era l'unica stazione ad utilizzare lampadine a incandescenza, tutti gli altri sono stati progettati per utilizzare esclusivamente lampade fluorescenti). Tuttavia, poiché sia le lampade ad incandescenza che la segnaletica arancione sono state sostituite con i più convenzionali tubi fluorescenti bianchi, questi toni rossi sono scomparsi.